# Ібрагім аль-Киримі
Ібрагім бін Хакк бін Мухаммад аль-Киримі, також відомий як „Татарський Шейх“ (шейх ат-татар) та „Ака Киримі“ (помер 12 березня 1593, Стамбул) — кримськотатарський ісламський вчений, суфій.

## Життєпис
Точна дата і місце народження аль-Киримі невідомі. Батько Ібрагіма, суфій Хакк бін Мухаммад, походив з Дешт-і-Кипчаку. Сам аль-Киримі, можливо, також народився в степовому регіоні, про що може свідчити додаток до його імені — нісбу ад-Дішті („степовий“) в деяких авторів. За іншою версією Хакк бін Мухаммад переселився до Криму й жив там до своєї смерті, тож аль-Киримі, можливо, також народився вже в Криму, можливо, в степовій його частині.
В Криму Ібрагім отримує освіту і стає одним з наближених хана Девлета I Ґерая.
Згодом Ібрагім побачив сон про свого майбутнього шейха-наставника й вирушив в подорож до Стамбула де його наставником став шейх братства хальватійя Мусліх ад-дін Нуреддін-Заде. Відомо також, що окрім Стамбулу він відвідував Софію.
В середині 1570-х (можливо, після смерті Нуреддін-Заде в 1573) аль-Киримі на якийсь час їде в Крим, але побачивши „чимало утисків та справ, що суперечать шаріату“ розчарований повертається до Стамбула (принаймні з 1577; можливо після смерті Девлета I Ґерая в 1577).
Помер 12 березня 1593 року в Стамбулі. Поховальна процесія зібрала чималий натовп в якому, як пише Мухаммад Різа, говорили про аль-Киримі як про „того, хто приходить раз на сто років“ (сахіб аль-мі'йя), муджаддіда („поновлювача релігії“).

## Діти
- 'Абд Аллаг 'Афіф ад-Дін-Ефенді, син

## Роботи
Відомо, що аль-Киримі був автором великої кількості праць, проте наразі відомі лише шість назв і три праці відомі в як мінімум одному примірнику.
Роботи, що відомі тільки за назвою:
- Коментар на суру „Ан-Нур“
- Тлумачення на хадіс „Всевишній Бог наказав дарувати мені сім повторюваних“
- Глоса на Аль-Джамі' („Зібрання“, імовірно, компендіум достовірних хадісів аль-Бухарі)

Роботи, що дішли в рукописі:
- Рісала фі ль-Хакк („Послання про істину“) — розкриває особливості розуміння божественного (аль-хакк — водночас „істина“ та „Істинний“) як абсолютного буття
- Рісала фі ль-куфр аль-хаккі („Послання про справжнє невір'я“) — викладає погляди школи ібн 'Арабі та Садр ад-Діна аль-Кунаві на онтологічну природу „невір'я“ (куфр)
- Мавагіб ар-Рахман фі байан маратіб аль-акван уа Мадарідж аль-Малік аль-Маннан фі байан ма'рідж аль-інсан („Дарунки Всемилостивого в поясненні рівнів буття“ та „Сходинки Всеблагого Царя в поясненні сходження людини“) (1584—10 червня 1590)